# I район (Турку)
I район (фін. I kaupunginosa, швед. I stadsdel) — один із центральних районів міста Турку, що входить до Центрального округу і розташований на східному березі річки Аурайокі. 

## Географічне положення
Район розташований між вулицями Ууденмаанкату (Uudenmaankatu) і Першим фінським національним шляхом   (Частиною траси ) у напрямкуГельсінкі. 
Головна вулиця району Гямеенкату ділить район на дві половини — Сірккала і університетське містечко, переходячи в трасу № 10 у напрямку на Гямеенлінна. 

## Пам'ятки
Історичним та архітектурним ядром району є Стара площа. На ній і довкола неї зосереджена велика кількість пам'яток архітектури районного та національного значення, в тому числі — Кафедральний собор, резиденція архієпископів Турку, ряд музеїв — Музей музики Яна Сібеліуса, Будинок-музей Ett Hem. 
У районі розташовані три вищі навчальні заклади міста — Академія Або, Університет Турку і Вища школа економіки  (з 1950 до 2009 діяла як самостійний університет, а пізніше увійшла до структури університету Турку). 
На території району розташований центральний медичний заклад Турку — університетський медичний комплекс TYKS. 

## Населення
У 2007 населення району становило 6 291 осіб. 
У 2004 чисельність жителів району дорівнювала 6 177 осіб з яких діти віком до 15 років становили 4,9% (у 2004 —5,47%), а старше 65 років — 18,1% (у 2004 — 18,67%). Фінською мовою як рідної володіли 84,4% (у 2004 — 85,54%), шведською — 11,9% (у 2004 — 10, 94%), а іншими мовами — 3,7% (у 2004 — 3, 51%) населення району.